# Francisco Buscarons
Francisco Buscarons Úbeda (Zaragoza, 7 de febrero de 1906 – Barcelona, 6 de enero de 1989) fue un químico, catedrático de Química analítica de la Facultad de Ciencias de la Universidad de Barcelona (UB) y rector de la misma desde 1951 a 1957.

## Biografía
Buscarons nació en Zaragoza de padre catalán y madre aragonesa y se licenció en Química en la Universidad de Zaragoza. Pronto inició la carrera profesional en industrias azucarera y en 1926 obtuvo una plaza de profesor químico de aduanas y se trasladó a Barcelona. Habitualmente, las asignaturas de química analítica de las facultades de ciencias en las universidades españolas las impartían los profesores de química inorgánica y en este sentido en la UB lo había hecho Eugenio Mascareñas desde 1879 a 1923 y después Emilio Jimeno hasta el comienzo de la Guerra Civil. Fue el mismo Emilio Jimeno, al ser nombrado en febrero de 1939 rector de la UB por designación directa de Franco quien encargó a Buscarons hacerse cargo de las asignaturas de Química analítica. Durante estos primeros años de docencia, Buscarons hizo la tesis doctoral, titulada “Estudio de los residuos de destilación de fusel de orujo de uva”, y la presentó en la Universidad Central de Madrid, que era la única universidad española que en aquel tiempo tenía competencias para otorgar el título de doctor en Química.
En 1942 Buscarons obtuvo la cátedra de Química analítica en la Universidad de La Laguna, aunque de hecho no ejerció nunca, puesto que en 1943 se trasladó a la Universidad de Valladolid y posteriormente en 1945 a la UB, donde permaneció hasta su jubilación, ocurrida en 1976.
Como primer catedrático de Química analítica de la Facultad de Ciencias organizó desde la raíz la enseñanza de la disciplina y en 1942 publicó un libro de texto que llegó a la 7a edición. A pesar de la falta de medios propia de la universidad de la época, compensada en parte por las relaciones que estableció con el Consejo Superior de Investigaciones Científicas (CSIC), el organismo que gestionaba los escasos recursos destinados a la investigación, fue capaz de llevar a cabo una tarea investigadora relevante, especialmente en la aplicación de nuevos reactivos orgánicos al análisis de iones inorgánicos. Dirigió una trigésima tesis doctorales y publicó más de un centenar de artículos la mayor parte de los cuales en revistas internacionales, hecho nada habitual en aquellos tiempos.
A comienzos de los años 50  hubo una apertura tímida del régimen franquista, que coincidió con la firma del  Concordado con la Santa Suyo en 1953, los acuerdos económicos y militares con los EE. UU., también el 1953, y la posterior entrada de España a la ONU el 1955. Fue nombrado ministro de Educación Nacional  Joaquín Ruiz-Giménez, miembro destacado de la llamada familia demòcratacristiana que empezó a sustituir los elementos más falangistas. El nuevo ministro nombró rectores menos vinculados al aparato franquista como Pedro Laín Entralgo en la Universidad Central de Madrid,  Antonio Tovar Llorente en la Universidad de Salamanca y de manera sorpresiva e inesperada a Buscarons en la Universitat de Barcelona. En esta época las protestas universitarias empezaban a coger voladizo, los estudiantes intentaban organizarse fuera y en contra del único sindicato permitido y controlado pedo régimen, el Sindicato Español Universitario (SUYO), con la creación de grupos clandestinos que se irían consolidando lentamente. El 14 de enero de 1957 empezó la segunda huelga de tranvías en Barcelona, que comportó una manifestación de estudiantes que fue disuelta enérgicamente por la policía; el día siguiente una asamblea masiva de estudiantes al patio de Letras del edificio histórico de la UB fue interrumpida violentamente por miembros de la Guardia de Franco y de la policía. El rector Buscarons salió personalmente para evitar la entrada, pero no le hicieron el más mínimo caso, desalojaron el edificio y practicaron una cuadragésima de detenciones. Ante estos hechos violentos e ilegales – la policía no podía entrar en los recintos universitarios sin autorización del rector– Buscarons presentó la dimisión a las autoridades ministeriales, dimisión que no le fue aceptada. Al considerar que su dignidad y función como rector había sido desautorizada y menospreciada, pidió y consiguió una excedencia especial de tres meses sin sueldo por motivos de salud y abandonó el rectorado. Este hecho, insólito en aquellos tiempos, hace que Buscarons sea recordado y respetado de manera especial entre los rectores de la Universitat de Barcelona.
Durante la etapa de su rectorado, la UB amplió su capacidad con la creación,  el 1954, de la  Facultad de Ciencias Políticas, Económicas y Comerciales, e inició el proceso de expansión hacia la zona universitaria de Pedralbes, con la inauguración, en 1957, del nuevo edificio de la  Facultad de Farmacia. 
Hay que mencionar, por otro lado, que fue miembro de la Real Academia de Medicina de Cataluña (1958) y de Ciencias (1959) de Barcelona, y de la Orden Vaticana de santo Gregori el Magno. 

### Premios y reconocimientos
- (1957): Condecoración de la Orden de Alfonso X el Sabio.[7]
- Premio de Investigación Ciutat de Barcelona.

## Publicaciones
- Acerca de las sustancias psicotropas. Barcelona: Real Academia de Medicina de Barcelona, 1952. Disponible a: Catálogo de las bibliotecas de la UB
- Análisis inorgánico cualitativo sistemático. Barcelona: Reverté, 1986. ISBN	8429170839. Disponible a: Catálogo de las bibliotecas de la UB
- Análisis inorgánico cualitativo sistemático: macro y semimicro. Barcelona: Manual Marin, 1950. Química analítica cualitativa. Disponible a: Catálogo de las bibliotecas de la UB
- Análisis y arancel de productos químicos. Barcelona: Herder, 1936. Disponible a: Catálogo de las bibliotecas de la UB
- Reaccionabilidad y posibles aplicaciones analíticas de algunas isonitrosoacetanilidas: la isonitrosoacetanilida y la p-dietilamino isonitrosoacetanilida/ tesis doctoral. Director: José Ibart Aznárez. Barcelona: Universitat de Barcelona. Departamento de Química Analítica, 1966. Disponible a: Catálogo de las bibliotecas de la UB